# Gave de Pau
Gave de Pau (wym. [gav də po]) – rzeka w południowo-zachodniej Francji o długości 193,1 km i powierzchni dorzecza 2600 km², lewy dopływ rzeki Adour. Gave de Pau bierze swój początek w Cirque de Gavarnie, w departamencie Pireneje Wysokie. Jest połączeniem rzek Gave de Gavarnie i Bastan. W miejscowości Peyrehorade w departamencie Landy łączy się ze swoim głównym dopływem, Gave d’Oloron, tworząc rzekę Gaves réunis, która ok. 10 km dalej wpada do rzeki Adour.

## Głównedopływy
lewe: Ouzoum, Béez, Néez, Las Hies, Bayse, Gave d’Oloron, Gave du Bergons, Gave d'Azun
prawe: Ousse, Lagoin, Isaby.

## Ważniejsze miejscowości
Luz-Saint-Sauveur, Lourdes, Nay, Pau, Orthez, Labatut.